# 張雨生 (臨潁)
張雨生（1906年—？年），以字行。河南省臨潁縣人。民國37年（1948年）在河南省第三選區當選第一屆立法委員

## 生平[1][2][3][4][5]
- 上海中國公學大學部政治經濟系畢業
- 國民革命軍中央獨立第二旅上校宣傳處處長
- 河南省立開封高級師範學校教導主任
- 《行素》雜誌社社長
- 大同新聞社河南辦事處主任
- 軍事委員會第六部河南省鄭州戰區指導專員
- 中央訓練團黨政訓練班訓育幹事
- 中央訓練團黨政訓練班指導員
- 中國國民黨河南省黨部委員
- 中國國民黨豫東南辦事處主任
- 中國國民黨豫鄂皖三省邊區黨政軍聯合會報主持人
- 中國國民黨河南省黨部組訓處處長
- 國民參政員
- 民國37年，當選立法委員。